# Santiago Alverú
Santiago González-Alverú Iturmendi,  conocido como Santiago Alverú o Santi Alverú ( Oviedo, 25 de febrero de 1992 ) es un actor, guionista, cómico y crítico de cine español.

## Trayectoria
Estudió bachillerato en los jesuitas de Oviedo, donde ya hacía monólogos cómicos. Se licenció en Comunicación Audiovisual en la Universidad Complutense de Madrid y realizó un máster  de Empresas por la Universidad de Navarra. En 2015 creó los "Premios Yago" para dar reconocimiento a los olvidados por los Premios Goya. También un canal de Youtube para darse a conocer.
Se hizo conocido en 2017 cuando interpretó a Bosco, el "pijo" de Selfie, comedia por la que fue nominado al Goya al mejor actor revelación en los XXXII Premios Goya y ganó el Premio Turia al mejor actor revelación. No había tenido contacto con el mundo del cine y según el director Víctor García León buscaban a alguien no profesional para que fuera creíble.  Hizo una colaboración en la serie Paquita Salas, participó en cortometrajes. En 2019 creó su pódcast, Pegarle a la lejia (2019-20), con los humoristas David Suárez y Sergio Bezos, y en el titulado, Y de beber, albóndigas, hace entrevistas.  
En 2018 tuvo sección en el programa de humor Ese programa del que usted me habla (La 2, 2018). En septiembre de 2019 debutó como colaborador de la sección El día del espectador Zapeando (La Sexta) También colaboró en Mejor contigo (TVE 1, 2019-2020), conducido por Jon Aramendi, en su sección Cosas que no deberían volver y en Los felices Veinte (Orange TV, 2020), presentado por Nacho Vigalondo.
De niño, ya con 14 años iba al cine con una libreta y lo que apuntaba lo subía a un blog. Como crítico de cine, colabora con Cinemanía y con TVE, en las coberturas del Festival de San Sebastián (2023-2024). En 2018, presentó la gala inaugural del Festival de Cine de Gijón.  

## Filmografía
- Selfie (2017) [9]
- Miamor perdido (2018)
- Paquita Salas (2019). Serie. Un episodio
- Mujombre (2019) Cortometraje
- WIFI (2019) Cortometraje
- Foodie Love (2019) Serie. HBO  1 episodio
- El último show (2020) Aragón TV. Serie 1 episodio
- Te jodes y bailas (2020) Cortometraje
- Veneno (2020) Serie. Atresplayer. 1 episodio
- Reyes de la noche (2021). Serie. Movistar+ 1 episodio
- Pijamas Espaciales (2022)
- Reina Roja (2024) Serie. Netflix. 2 episodios [7]

## Premios y reconocimientos
- Premio Turia 2018 al actor revelación, por Selfie, concedido anualmente por el semanario valenciano Cartelera Turia. [4]
- Nominado a Premio Goya 2018 actor revelación, por Selfie. [10]

## Libros
- Demasiado famosos (2024, Aguilar) ISBN 9788403524422 [11]